# Herb gminy Łambinowice
Herb gminy Łambinowice – jeden z symboli gminy Łambinowice.

## Wygląd i symbolika
Herb przedstawia na tarczy dzielonej w słup w polu lewym pół srebrnego miecza oraz postać św. Katarzyny Aleksandryjskiej w czerwonej sukni, ze złotym kołem na złotym tle (patronka kościoła w Bielicach), natomiast w polu prawym błękitnym pół złotego orła górnośląskiego (historycznie Łambinowice leżą na terenie dawnego dolnośląskiego księstwa nyskiego). Herb wielki gminy zawiera dodatkowo dwa trzymacze – złote ukoronowane orły locie, małą tarczę, przedstawiającą w polu czerwonym dwa srebrne miecze ze złotymi rękojeściami skierowane w dół ponad złotym płomieniem wydobywającym się z czarnej misy zniczowej oraz czerwoną wstęgę z czarnym napisem „GMINA•ŁAMBINOWICE•GMINA”.